# آیدارلی (پانفیلوف)
آیدارلی (به قزاقی: Aydarly) یک منطقهٔ مسکونی در قزاقستان است که در شهرستان پانفیلوف، قزاقستان واقع شده‌است. آیدارلی ۱٬۴۷۷ نفر جمعیت دارد.